# Rzepiennik Strzyżewski
Rzepiennik Strzyżewski is een dorp in het Poolse woiwodschap Klein-Polen, in het district Tarnowski. De plaats maakt deel uit van de gemeente Rzepiennik Strzyżewski en telt 1400 inwoners.